# Heroltice
Heroltice (německy Heroltitz) jsou obec v okrese Brno-venkov v Jihomoravském kraji. Rozkládají se v Křižanovské vrchovině, přibližně 4 kilometry jižně od Tišnova, v katastrálním území Heroltice u Tišnova. Žije zde 238 obyvatel.
Na východě pod Herolticemi se nachází na břehu Svratky chatová osada a blízké tábořiště.

## Historie
První písemná zmínka o obci pochází z roku 1316. Autoři vlastivědné publikace Tišnovsko uvádějí první písemnou připomínku již roku 1316 jako Herolticz. K podobnému datu dospěl také autor publikace o nejstarších moravských rodech, Josef Pilnáček, který uvádí zmínku o Heroltovi z Heroltic roku 1316.
V letech 1986–1990 byly Heroltice součástí Tišnova.
Od roku 1990 do roku 2002 byl prvním porevolučním starostou na tři volební období Jaroslav Jůza. Další volební období byl zvolen Jan Krejčí.
Do roku 2006 byl starostou Jan Krejčí, v následujícím volebním období vedla obec Dana Kratochvílová. Mezi lety 2010 a 2014 jako starosta působil Tomáš Herrman, po komunálních volbách 2014 jím byl Jan Koudelka. V listopadu 2015 starosta opustil funkci a od 1. prosince 2015 byl v čele obce opět Tomáš Herrman.

## Obyvatelstvo
| Rok            | 1869 | 1880 | 1890 | 1900 | 1910 | 1921 | 1930 | 1950 | 1961 | 1970 | 1980 | 1991 | 2001 | 2011 | 2021 |
| -------------- | ---- | ---- | ---- | ---- | ---- | ---- | ---- | ---- | ---- | ---- | ---- | ---- | ---- | ---- | ---- |
| Počet obyvatel | 249  | 275  | 270  | 244  | 264  | 245  | 241  | 214  | 208  | 201  | 195  | 178  | 163  | 209  | 227  |
| Počet domů     | 34   | 37   | 37   | 38   | 43   | 45   | 52   | 98   | 50   | 52   | 55   | 60   | 61   | 78   | 82   |

Vývoj počtu obyvatel

## Pamětihodnosti
- Kaple svatého Jana Nepomuckého
- Socha svatého Jana Nepomuckého